# المكتب الوطني للبريد والاتصالات
المكتب الوطني للبريد والاتصالات (بالفرنسية: Office National des Postes et Télécommunications) كان مؤسسة مملوكة للدولة المغربية. تم إحداثه في يناير 1984. كان يتمتع بالشخصية المعنوية والاستقلال المالي. وكان هو الهيئة المسؤولة عن قطاع البريد وقطاع الاتصالات بالمغرب.
في عام 1998، تم تقسيم المكتب الوطني للبريد والاتصالات إلى ثلاث كيانات. وهم:
1. شركة اتصالات المغرب (المتعهد التاريخي) برأس مال تمتلكه الدولة 100 % في مرحلة أولى ليتم فتحه للخواص لاحقا.
2. مؤسسة بريد المغرب، مؤسسة عمومية ذات شخصية معنوية واستقلال مالي وبرأس مال للدولة بنسبة %100.
3. الوكالة الوطنية لتقنين المواصلات : وهي مؤسسة عمومية ذات استقلال مالي وشخصية معنوية تحت وصاية الوزير الأول. تلعب دور الحكم في فض النزاعات بين المتعهدين، علاوة على أنها تتولى مراقبة مدى احترامهم لدفاتر التحملات، كما أن لها دور اقتراح النصوص المتعلقة بالقطاع على الحكومة.